# Bunya Highway
Pour les articles homonymes, voir Bunya.
La Bunya Highway () est une route longue de 173 km située dans l'État du Queensland, en Australie. C'est une route relativement courte, de direction nord-est sud-ouest allant de Goomeri à Dalby. La route relie la Warrego Highway à la Burnett Highway. 
Elle passe à proximité du parc national des Monts Bunya, bien connu des touristes de la région. 
Elle porte le nomvernaculaire de l’Araucaria bidwillii, bunya-bunya, qui pousse dans la région et dont les graines ont été (et sont toujours) un aliment favori des Aborigènes. 
La route continue à l'est de Goomeri avec la Wide Bay Highway jusqu'à Gympie.
Elle traverse les localités de Dalby, Bell, Kumbia, Kingaroy, Memerambi, Wooroolin, 
Tingoora, Wondai, Murgon et Goomeri. 